# Vita Björn
Vita Björn ('Witte Beer', officieel Kronohäktet i Kastelholm, Nederlands: 'koninklijke gevangenis van Kastelholm') is een gevangenismuseum in een voormalige gevangenis in de gemeente Sund in de Finse autonome regio Åland.
Het gebouw ligt pal naast kasteel Kastelholm. Het werd gebouwd in 1784, nadat het kasteel in 1745 bijna geheel was afgebrand, en het enige overgebleven deel van het kasteel nog enige decennia als provisorische gevangenis had gediend. Vita Björn is het oudste bewaard gebleven gevangenisgebouw in Finland en werd bijna twee eeuwen lang gebruikt als detentiecentrum, totdat die activiteiten in 1975 werden verplaatst naar Godby.

## Beschrijving
Het gebouw heeft een typische opbouw van een 18e-eeuwse provinciale gevangenis: het lijkt een boerderij maar heeft dikke muren. Een deel was de woning van de gevangenisbewaker en zijn gezin, de andere helft huisvestte vijf gevangeniscellen:
- Drie cellen werden gebouwd tijdens de bouw in 1784
- Twee cellen werden in 1839 toegevoegd.

De cellen waren klein (ongeveer 4 m²) en hadden oorspronkelijk geen ramen. Later is er een kleine luchtplaats bijgekomen.

## Activiteiten van het museum
Vita Björn werd na de sluiting grondig gerestaureerd en in 1985 heropend als museum. Het werd daarmee het eerste openbare gevangenismuseum van Finland. Het museum toont:
- Het historisch ontwerp van de gevangeniscel, en hoe het gevangenisregime in de loop der tijd veranderde
- De arbeidsomstandigheden van gevangenisbewakers
- De ontwikkeling van het gevangeniswezen in Åland

Het museum is tijdens het zomerseizoen geopend voor het publiek.